# Kyklosis
Kyklosis, także circulatio (okrążenie, koło) – muzyczna figura retoryczna wyrażająca np. trwanie w bezruchu.
Charakteryzuje się krążeniem melodii wokół jednego dźwięku (np. na słowie terra dla ukazania kulistości Ziemi).